# Safety (futbol americà)
|  | Aquest article tracta sobre la puntuació en futbol americà. Si cerqueu la posició del jugador de futbol americà, vegeu «Saguer». |

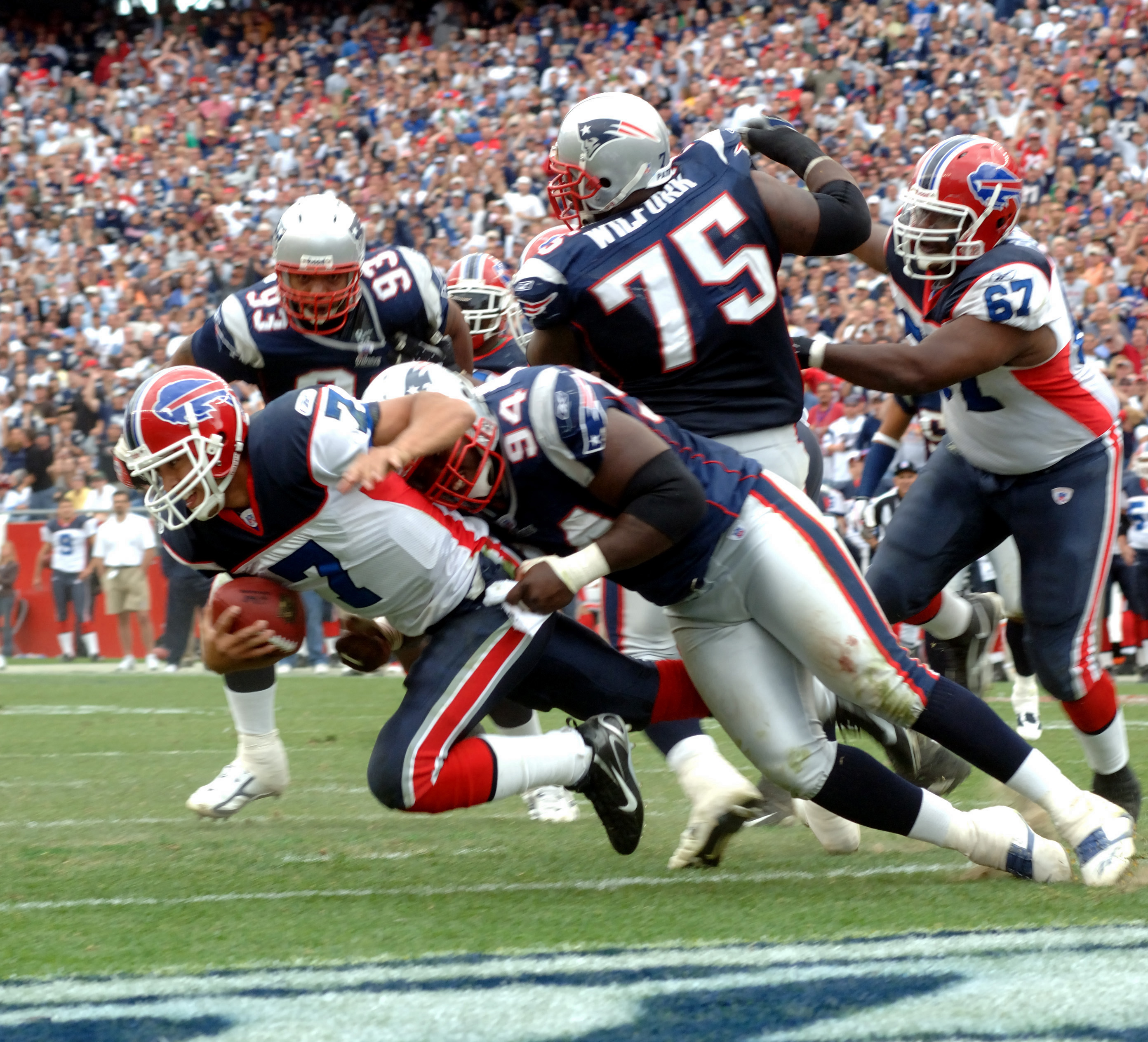
El línia defensiu exterior Ty Warren (94) aconsegueix fer sac contra el rerequart J. P. Losman (7) assolint un safety.

El safety (anomenat igual en anglès) és una acció defensiva i alhora una forma d'anotació del futbol americà.
Es produeix, bàsicament, quan l'equip atacant perd el control de la pilota dins de la seva pròpia zona d'anotació, i atorga 2 punts a l'equip defensor. A més l'equip atacant haurà de fer un xut inicial, perdent així la possessió.
Hi han diverses maneres de assolir un safety:

- placant el jugador de l'equip atacant en possessió de la pilota dintre de la seva zona d'anotació;
- si en l'intent de fer un xut d'allunyament, l'esnap és defectuós i la pilota surt dels límits de la zona d'anotació;
- si l'equip defensiu bloqueja un xut dins la zona d'anotació;
- si el jugador atacant que porta la pilota surt del camp per les línies laterals de la zona d'anotació:
- i en casos de penalització per infracció o falta de l'equip atacant.[3][4]